# Plan Voisin
Le plan Voisin  est un projet d’urbanisme pour le centre de Paris (France), rive droite, dessiné entre 1922 et 1925 par Le Corbusier.

## Histoire

### Le projet de 1922
Le Corbusier, jeune architecte qui avait encore peu construit, présenta au Salon d'automne de 1922 un plan pour une ville de trois millions d'habitants sur un terrain plat et vide, dégagé de toute construction antérieure. La rue traditionnelle était bannie, remplacée par plusieurs niveaux de circulation séparés et par des axes routiers reliant trois secteurs : un centre d'affaires, un quartier résidentiel central de 24 gratte-ciels logeant 500 000 habitants entouré d'espaces libres et une périphérie d'usines et des cités-jardins éloignées.

### Le projet de 1925
Ce plan séduisit Gabriel Voisin, constructeur d'avions et d'automobiles, qui finança une étude pour que ce projet s'applique au centre de Paris. Somme toute, il s'agit pour Le Corbusier de reconstruire la rive droite.
L'architecte prend en compte la nouvelle donne produite par le développement de l'automobile : « La circulation automobile introduit un système nouveau qui ne date pas de dix ans et qui bouleverse totalement le système cardiaque de la ville ».
Le projet est présenté au salon des arts décoratifs de 1925 et publié dans L'Esprit nouveau. Il comprend une cité d'affaires de 240 hectares allant de la place de la République à la rue du Louvre et de la gare de l'Est à la rue de Rivoli. Dix-huit gratte-ciels cruciformes (dans lesquels résideraient 500 à 700 000 personnes) y sont prévus, construits selon une trame orthogonale régulière, ainsi qu'une cité de résidence de la rue des Pyramides au rond-point des Champs-Élysées et de la gare Saint-Lazare à la rue de Rivoli. Une gare centrale souterraine aurait été établie entre ces deux secteurs.
Toutes les constructions antérieures auraient été rasées (dont le quartier du Marais), à l’exception des églises, des portes Saint-Denis et Saint-Martin et de quelques lieux historiques (le musée du Louvre, le Palais-Royal, la place Vendôme, etc.).
L’espace aurait été fortement structuré par deux nouvelles artères de circulation percées à travers la ville, l’une sur l’axe est-ouest, l’autre sur l’axe nord-sud. Leur rôle n’aurait pas été limité à l’organisation de Paris et à la desserte locale : elles auraient traversé les fortifications et les banlieues, dans le but d'améliorer les liaisons entre la capitale et les grandes villes françaises et européennes. Le carrefour au croisement de ces deux avenues est au centre du plan, au centre de la ville. Cette question de la centralité est au cœur du projet de Le Corbusier.
Le centre de Paris aurait été repeuplé en y faisant revenir les banlieusards. Ils auraient été logés dans de très hauts immeubles à forte densité, permis par les innovations architecturales contemporaines (acier, verre, béton). Le projet privilégiait la ligne droite sur la courbe et le vieux Paris « obtus, fermé, étouffant », aurait été arraché aux « accoutumances séculaires » et reconstruit comme une « cité linéaire industrielle ». Il faut dire que Paris comptait encore un certain nombre d'îlots insalubres, non modernisés par Haussmann, comme le Marais, qui concentre dans des hôtels particuliers délabrés de l'Ancien Régime, des activités artisanales ou industrielles, polluantes ou dangereuses, et où se propagent les maladies.
Le Corbusier rejette l’idée de la construction d’une nouvelle cité administrative en périphérie (ce que sera La Défense en tant que quartier d'affaires) et propose de bâtir au pied de Montmartre, face à l’île de la Cité, le nouveau centre de commandement qu’il juge nécessaire à la vitalité du pays.
Le plan Voisin forme le début d’un projet sur lequel l’architecte travaillera épisodiquement jusqu’au milieu des années 1940. À partir de cette réorganisation du centre de la capitale, c’est une refonte complète de l’organisation territoriale de la France qu'il avait pour ambition d'initier.

### Postérité
En 1941, dans Destin de Paris, Le Corbusier écrit : « Que Paris parle aujourd’hui, et le monde écoutera ». Il s'agirait pour lui d'un signe important que Paris, ville de traditions, entame une nouvelle mue après les transformations du Moyen Âge puis d'Haussmann.
En 1958, Le Corbusier soumet à son ami le ministre des Affaires culturelles André Malraux le projet de création d'un bureau temporaire d'études du centre de Paris. Les débuts de la présidence de Charles de Gaulle portent en effet la genèse de nombreux projets architecturaux qui marqueront la capitale (tour Montparnasse, quartier Italie, Front de Seine), les architectes se permettant des projets novateurs. Raymond Lopez est désigné en 1958 pour travailler au plan d'urbanisme directeur de Paris, inspiré du plan Voisin. 
En 1961, Le Corbusier dédie à Malraux le livre Les Plans Le Corbusier de Paris. Habité par l'histoire, le ministre préfère néanmoins sauvegarder et réhabiliter le Vieux Paris et fait voter la loi Malraux de 1962 en ce sens. Il s'agit aussi d'une réaction aux envies de démolition des promoteurs immobiliers. Le ministre déclare ainsi : « Dans notre civilisation, l'avenir ne s’oppose pas au passé, il le ressuscite ». Il ajoute : « En architecture, un chef-d’œuvre isolé risque d’être un chef-d'œuvre mort », citant l'exemple des quais, qui « sont les décors privilégiés d’un rêve que Paris dispensa au monde, et nous voulons protéger ces décors à l'égal de nos monuments ». Aidé de Pierre Sudreau, Malraux s'emploie alors à faire ravaler les façades noircies des vieux bâtiments.
Si cette politique de conservation s'oppose aux ambitions du Corbusier, l'admiration de Malraux envers son ami ne faiblit pas pour autant. L'architecte se remet au travail et propose en 1961 de détruire la gare d'Orsay pour édifier à la place un hôtel et un palais des congrès. Toujours ambitieux, il écrit : « L'affaire d’Orsay est le démarrage volumétrique de la transformation de Paris ». Mais l'idée est refusée ; après avoir été éconduit par un haut fonctionnaire, il erre au bord des larmes dans le jardin des Tuileries. Pour se rattraper, le ministre lui confie en 1962 le projet d'un musée d’Art du XXe siècle à La Défense, que Le Corbusier souhaiterait plutôt installer à la place du Grand Palais, qu'il faudrait détruire pour l'occasion. Résigné, il fait quelques esquisses mais meurt en 1965.
En définitive, Le Corbusier n'aura pas eu gain de cause et le vieux Paris aura été pour l'essentiel préservé, rénové et modernisé. Mais il aura nourri la réflexion des architectes de l'époque et influencé beaucoup de réalisations (grands ensembles, voies rapides). Si par la suite le président Georges Pompidou voudra lui aussi adapter Paris à l'automobile, son successeur Valéry Giscard d’Estaing y mettra un terme et sauvera définitivement la gare d'Orsay en la transformant en musée.
L'historien Jean-Louis Cohen conclut que le plan Voisin était un projet utopique d'« un jeune architecte connu pour sa provocation » et qui désirait mener une « opération de communication ». L'historien Joseph Abram ajoute que « cette attitude préfigure cependant les grandes rénovations urbaines de l'après-guerre. Celles qui ont conduit à la disparition de tissus historiques vétustes, mais chargés de signification pour tous les Parisiens ».